# دانيال مونكس
دانييل مونكس (بالإنجليزية: Daniel Monks)‏ هو ممثل وكاتب سيناريو أسترالي.

## وصلات خارجية
لم يتم العثور على روابط لمواقع التواصل الاجتماعي.

- دانيال مونكس على موقع IMDb (الإنجليزية)